# Parque Nacional Bosencheve
Parque Nacional Bosencheve är en nationalpark i Mexiko.   Den ligger i delstaten Mexiko, i den södra delen av landet, 100 km väster om huvudstaden Mexico City. Parque Nacional Bosencheve ligger 2 562 meter över havet.